# Блайер, Андрей
Андре́й Бла́йер (рум. Andrei Blaier; 16 мая 1933, Бухарест, Румыния — 1 декабря 2011, там же) — румынский кинорежиссёр, сценарист и продюсер.

## Биография
В 1956 году окончил Институт имени Караджале. Снимал как игровые, так и документальные фильмы.
Похоронен на кладбище Беллу.

## Фильмография

### Режиссёр
- 1957 — Час „h“ / Ora „H“ (с Синишей Иветичем[рум.])
- 1958 — Мяч / Mingea (с Синишей Иветичем[рум.])
- 1958 — Первая мелодия / Prima melodie (с Синишей Иветичем[рум.])
- 1961 — Буря / Furtuna (с Синишей Иветичем[рум.])
- 1961 — Он был моим другом / A fost prietenul meu
- 1964 — Незаконченный дом / Casa neterminată
- 1966 — Утро благоразумного человека / Dimineţile unui băiat cuminte
- 1969 — Затем родилась легенда / Apoi s-a născut legenda
- 1972 — Потерянный лес / Pădurea pierdută (в советском прокате «Погибший лес»)
- 1972 — Чирешары / Cireşarii (сериал)
- 1975 — Открытки с полевыми цветками / Ilustrate cu flori de câmp
- 1982 — Ярость / Urgia (с Йосифом Демианом[рум.])
- 1977 — Путь к небу / Trepte spre cer
- 1978 — Сквозь прах империи / Prin cenuşa imperiului (по Захарию Станку)
- 1981 — 1982 — Свет и тени / Lumini şi umbre (сериал, с Михаем Константинеску[рум.] и Мирчей Мурешаном)
- 1982 — Всё ради футбола / Totul pentru fotbal
- 1982 — Белая тьма / Întunericul alb
- 1983 — Смешно, как в жизни / Rîdeţi ca-n viaţă
- 1984 — Мелкое происшествие / Fapt divers
- 1988 — Бой с тенью / Bătălia din umbră
- 1988 —  / Vacanţa cea mare
- 1989 — Правосудие / Dreptatea
- 1993 —  / Crucea de piatră (с Эмилом Слотей)
- 1995 —  / Terente - regele bălţilor
- 2003 —  / Dulcea saună a morţii

### Сценарист
- 1974 — Об особом типе счастья / Despre o anume fericire (с Константином Кирицэ[рум.])
- 1975 — Открытки с полевыми цветками / Ilustrate cu flori de câmp
- 1982 — Белая тьма / Întunericul alb
- 1988 —  / Vacanţa cea mare

### Продюсер
- 1992 — Отель де Люкс / Hotel de lux (с Вили Ауэрбахом и Сильвеном Бюрстеном)